# Red Dead Redemption 2
Red Dead Redemption 2 (zapisywane jako Red Dead Redemption II) – przygodowa gra akcji osadzona w realiach Dzikiego Zachodu, wyprodukowana i wydana 26 października 2018 przez Rockstar Games na platformach Xbox One oraz PlayStation 4. 5 listopada 2019 wydano wersję na Microsoft Windows. Gra należy do cyklu Red Dead i stanowi prequel poprzedniej odsłony – Red Dead Redemption. Redaktor magazynu „Forbes” uznał, że Red Dead Redemption 2 może być jedną z lepiej sprzedających się produkcji tego roku, a inni wydawcy mogą na tym stracić. Historia rozgrywa się w 1899 roku i skupia się na losie przestępcy Arthura Morgana, członka gangu Van der Lindego, w fikcyjnym świecie zachodnich, środkowo-zachodnich i południowych Stanów Zjednoczonych. Arthur musi poradzić sobie ze schyłkiem Dzikiego Zachodu, próbując jednocześnie przetrwać w walce z siłami rządowymi, rywalizującymi gangami i innymi przeciwnikami. Epilog gry śledzi losy członka gangu Johna Marstona, bohatera gry Red Dead Redemption.
Gra jest przedstawiona zarówno z perspektywy pierwszej, jak i trzeciej osoby, a gracz może swobodnie poruszać się w jej interaktywnym, otwartym świecie. Elementy rozgrywki obejmują strzelaniny, napady, polowania, jazdę konną, interakcję z postaciami niebędącymi graczami oraz utrzymywanie poziomu honoru postaci poprzez moralne wybory i czyny. System zbrodni podobny jest do rozwiązania znanego z serii gier Grand Theft Auto – przestępstwa popełnione przez gracza mają wpływ na reakcję organów ścigania i łowców nagród. Tryb dla wielu graczy Red Dead Online został wydany 15 maja 2019 roku i pozwala maksymalnie 32 graczom wziąć udział w różnych trybach gry kooperacyjnej i rywalizacji.
Prace nad grą trwały ponad osiem lat, rozpoczynające się wkrótce po premierze Red Dead Redemption, i uczyniły grę jedną z najdroższych gier wideo, jakie kiedykolwiek powstały. Rockstar połączył wszystkie swoje studia w jeden duży zespół, aby ułatwić rozwój gry. Czerpali inspirację z prawdziwych lokacji w przeciwieństwie do kina czy sztuki, skupiając się na stworzeniu dokładnego odzwierciedlenia czasów za pomocą świata i postaci obecnych w grze. Red Dead Redemption 2 było pierwszym dziełem Rockstara stworzonym specjalnie dla konsol ósmej generacji, po przetestowaniu ich możliwości technicznych podczas przenoszenia Grand Theft Auto V na te platformy. Ścieżka dźwiękowa gry zawiera oryginalną muzykę skomponowaną przez Woody’ego Jacksona oraz kilka utworów wokalnych wyprodukowanych przez Daniela Lanois. Red Dead Redemption 2 ukazało się na PlayStation 4 i Xbox One w październiku 2018 roku, a na Windows i Google Stadię w listopadzie 2019 roku.
W ciągu trzech dni od premiery sprzedaż gry przyniosła ponad 725 milionów dolarów przychodu, a po dwóch tygodniach przekroczyła wynik uzyskany przez Red Dead Redemption. Gra spotkała się z uznaniem krytyków, którzy chwalili jej fabułę, postacie, otwarty świat, grafikę, muzykę i poziom szczegółów; niektóre głosy krytyki zostały skierowane na jej schemat sterowania i wielki nacisk na realizm stawiany nad wolnością gracza. Uważana za przykład gry komputerowej jako formy sztuki, a także za jedną z największych gier, jakie kiedykolwiek powstały, zdobyła wyróżnienia na koniec roku, w tym tytuł gry roku przyznawany przez kilka publikacji poświęconych rozrywce elektronicznej. Jest to również jedna z najlepiej sprzedających się produkcji z ponad 44 milionami sprzedanych egzemplarzy.

## Rozgrywka
Akcja Red Dead Redemption 2 obserwowana przez gracza z perspektywy pierwszej i trzeciej osoby toczy się w fikcyjnym otwartym świecie wzorowanym na zachodnich, środkowo-zachodnich i południowych terenach Stanów Zjednoczonych w 1899 roku, w drugiej połowie epoki Dzikiego Zachodu i na przełomie XX wieku. Gra zawiera zarówno część dla pojedynczego gracza, jak i dla wielu graczy, ten ostatni wydany pod nazwą Red Dead Online. Przez większą część gry, gracz steruje postacią przestępcy Arthura Morgana, członka gangu van der Lindego, wypełniając liczne misje zaprojektowane w sposób liniowy z określonymi celami do wykonania; od epilogu gry gracz przejmuje kontrolę nad postacią Johna Marstona, grywalnego bohatera poprzedniczki gry, Red Dead Redemption. Poza misjami gracz może swobodnie poruszać się po interaktywnym świecie gry. Gracz może walczyć z przeciwnikami używając ataków wręcz, broni palnej, przedmiotów do rzucania lub materiałów wybuchowych. Walka została udoskonalona w stosunku do poprzedniczki, a godne uwagi nowe mechaniki składają się z podwójnej broni i możliwości korzystania z łuku. Gracz otrzymuje możliwość pływania jako Arthur, ale nie jako John – jest to nawiązanie do poprzedniej gry, gdzie pływanie prowadziło do natychmiastowej śmierci.
Niezbadane tereny Red Dead Redemption 2 stanowią największą część świata gry i charakteryzują się zróżnicowanymi krajobrazami z okazjonalnymi podróżnikami, bandytami i dzikimi zwierzętami. W grze występują tereny miejskie, od farm po miasteczka i miasta. Konie są głównym środkiem transportu, istnieją różne rasy, z których każda ma inne atrybuty. Gracz może konie kupować, kraść lub oswoić dzikiego konia, w tym celu gracz musi go osiodłać lub ustabilizować. Coraz częstsze używanie konia rozpocznie proces budowania z nim więzi, który może być pogłębiony przez prowadzenie, głaskanie, czyszczenie i karmienie konia, z czego gracz będzie stopniowo zdobywał korzyści. Do podróży można wykorzystać również dyliżanse i pociągi. Ponadto gracz może porwać nadjeżdżający pociąg lub dyliżans grożąc maszyniście lub pasażerom, a następnie obrabować ich zawartość.
Gracz może być również świadkiem lub uczestnikiem zdarzeń losowych napotkanych podczas eksploracji świata gry. Należą do nich zasadzki, przestępstwa popełniane przez innych ludzi, błagania o pomoc, strzelaniny, publiczne egzekucje i ataki zwierząt. Przykładowo podczas eksploracji Dzikiego Zachodu gracz może znaleźć konkretnych ludzi w niebezpieczeństwie. Jeśli gracz zdecyduje się im pomóc, będą wdzięczni i mogą nagrodzić gracza, jeśli ponownie ich spotka. Gracz może również wziąć udział w aktywnościach pobocznych, które obejmują drobne zadania z towarzyszami i nieznajomymi, pojedynki, polowanie na nagrody, poszukiwanie skarbów lub innych przedmiotów kolekcjonerskich wokół mapy takich jak rzeźby skalne, a także grę w pokera, blackjacka i domino. Polowanie na zwierzęta również odgrywa ważną rolę w grze dostarczając pożywienia, dochodów i materiałów do wytwarzania przedmiotów. Podczas polowania gracz musi wziąć pod uwagę kilka czynników w tym wybór broni i miejsce wykonania strzału, które wpływają na jakość mięsa i skóry z oskórowanych zwierząt, a następnie na cenę, jaką kupcy są skłonni za nie zapłacić. Gracz może od razu oskórować zwierzę lub nosić ze sobą tuszę, która z czasem będzie gniła i zmniejszała swoją wartość oraz przyciągała drapieżniki.
Gra głównie skupia się na fabule i misjach głównych. Niektóre momenty w historii dadzą graczowi możliwość zaakceptowania lub odrzucenia dodatkowych misji i lekko ukształtują fabułę wokół jego wyborów. Gracz może komunikować się z każdą postacią niebędącą graczem w dynamiczny sposób, nowy dla serii. Gracz może wybrać różne drzewka dialogowe takie jak prowadzenie przyjacielskiej pogawędki lub obrażanie. Jeśli gracz zdecyduje się zabić postać niezależną, będzie mógł zrabować jej zwłoki. Red Dead Redemption 2 przywraca system honoru z poprzedniej części mierząc jak działania gracza są postrzegane w kategoriach moralności. Moralnie pozytywne wybory i czyny, takie jak pomoc nieznajomym, przestrzeganie prawa i oszczędzanie przeciwników w pojedynku, powodują wzrost poziomu honoru, natomiast negatywne czyny, takie jak kradzież i krzywdzenie niewinnych, powodują jego spadek. Fabuła zależna jest od honoru, ponieważ dialogi i pewne wydarzenia fabularne często różnią się w zależności od poziomu honoru gracza. Osiągnięcie maksymalnego poziomu honoru daje wyjątkowe korzyści takie jak nagradzanie gracza specjalnymi strojami i dużymi zniżkami w sklepach. Niski poziom honoru również jest korzystny sprawiając, że gracz otrzyma większą liczbę przedmiotów z zagrabionych ciał.
Dbanie o dobry stan Arthura i Johna jest ważne, ponieważ mogą oni przechodzić stany, które wpływają na ich poziomy zdrowia i wytrzymałości. Oprócz pasków zdrowia i wytrzymałości, gracz posiada również rdzenie, które wpływają na szybkość regeneracji tychże pasków. Przykładowo noszenie cieplejszych ubrań pozwoli uniknąć zamarznięcia w zimnym środowisku, jednakże noszenie ich w gorącym środowisku spowoduje pocenie się. Zamrożenie lub przegrzanie spowoduje szybkie wyczerpanie się rdzeni. Gracz może również zyskać lub stracić na wadze w zależności od tego ile je; postać z niedowagą będzie miała wzrost poziomu wytrzymałości kosztem gorszego poziomu zdrowia, podczas gdy postać z nadwagą będzie w stanie lepiej absorbować obrażenia, lecz jej poziom wytrzymałości zostanie obniżony. W celu uzupełnienia rdzeni gracz może jeść i spać. Dodatkowo można się wykąpać, aby pozostać czystym i można odwiedzić fryzjera, aby zmienić fryzurę, gdyż włosy rosną systematycznie w miarę upływu czasu w grze. W grze występuje degradacja broni, która to wymaga czyszczenia, aby zachować swoją wydajność. Kiedy gracz używa określonego typu broni przez dłuższy czas, staje się z nim coraz bardziej zaznajomiony, co poprawia obsługę danej broni, zmniejsza odrzut i zwiększa szybkość przeładowania.
Walki z użyciem broni są istotną mechaniką w grze. Gracz może się ukryć, swobodnie wycelować i obrać za cel osobę lub zwierzę. Można również celować w poszczególne części ciała, aby unieszkodliwić cel bez zabijania go. Kiedy gracz strzela do wroga, reakcje i ruchy sztucznej inteligencji zależą od miejsca, w które postać została trafiona. Broń składa się z pistoletów, rewolwerów, karabinów, strzelb, łuków, materiałów wybuchowych, lass, zamontowanych Kartaczownicy Gatlinga oraz broni do walki wręcz takich jak noże i tomahawki. Red Dead Redemption 2 przywraca charakterystyczną mechanikę: Zabójczą precyzję, czyli system celowania, który pozwala graczowi spowolnić czas i zaznaczyć cele. Po zakończeniu sekwencji celowania gracz strzela do każdego zaznaczonego miejsca w bardzo krótkim czasie. System Zabójczej precyzji ulepsza się w miarę postępów w grze i przyznaje graczowi więcej umiejętności, takich jak możliwość dostrzeżenia punktów śmiertelnych swoich wrogów.
Z Red Dead Redemption powraca również system zbrodni, czyli mechanika zarządzania poziomem przestępczości zainspirowana systemem „poszukiwany” z Grand Theft Auto. Kiedy gracz popełnia przestępstwo świadkowie biegną do najbliższego posterunku policji, aby zawiadomić organy ścigania, a gracz musi zatrzymać świadka, aby uniknąć reperkusji. Gdy służby zostaną zaalarmowane, pojawią się stróże prawa i rozpoczną śledztwo. Jeśli gracz zostanie złapany, pojawi się pasek systemu poszukiwań z nagrodą za jego głowę. Nagroda rośnie wraz z popełnianiem przez gracza kolejnych przestępstw, a wraz z nią zostanie wysłanych więcej stróżów prawa, aby pochwycić gracza. Jeśli gracz popełnił poważne przestępstwa, a następnie udało mu się uciec przed stróżami prawa, wynajęci zostają łowcy nagród, których zadaniem jest wytropienie go w dziczy. Aby uciec przed organami ścigania, gracz musi omijać czerwoną, okrągłą strefę na mapie, a pasek systemu poszukiwań będzie się powoli wyczerpywał. Niezależnie od tego, czy gracz ucieknie, czy zostanie schwytany, nagroda za jego głowę pozostanie, stróże prawa i cywile będą bardziej czujni, a regiony, w których popełniono przestępstwa, zostaną zamknięte. W przypadku bycia złapanym przez stróżów prawa gracz ma możliwość poddania się jeśli jest nieuzbrojony i porusza się pieszo, jednakże łowcy nagród nie zaakceptują poddania się, jeśli gracz znany jest z tego, że wymyka się próbom zatrzymania. Gracz może usunąć nagrodę za swoją głowę płacąc ją na poczcie lub poddając się organom ścigania i spędzając czas w więzieniu.

## Fabuła

### Miejsce akcji
Świat Red Dead Redemption 2 obejmuje pięć fikcyjnych stanów USA. Stany New Hanover, Ambarino i Lemoyne są nowe dla serii i znajdują się bezpośrednio na północy i wschodzie świata Red Dead Redemption, podczas gdy stany New Austin i West Elizabeth powracają z gry Red Dead Redemption. Stany skupiają się nad rzekami San Luis i Lannahechee oraz nad brzegiem jeziora Flat Iron Lake. Ambarino jest górskim pustkowiem, a największą osadą jest rezerwat rdzennych Amerykanów Wapiti; Nowy Hanower obejmuje rozległą dolinę i lesiste pogórze, na których znajduje się miasteczko bydła Valentine, nadrzeczny Van Horn Trading Post oraz miasteczko węglowe Annesburg; Lemoyne składa się z bagnistych zalewisk i plantacji przypominających południowo-wschodnie Stany Zjednoczone, a dodatkowo jest domem dla południowego miasta Rhodes, wioski Lagras oraz byłej francuskiej kolonii Saint Denis, wzorowanej na mieście Nowy Orlean.
West Elizabeth składa się z wielkich równin, gęstych lasów i dobrze prosperującego miasta portowego Blackwater. Region ten został rozszerzony w stosunku do oryginalnego Red Dead Redemption o rozległą północną część zawierającą górskie miasto wypoczynkowe Strawberry. New Austin to jałowy pustynny region na granicy z Meksykiem i skupiony na przygranicznych miasteczkach Armadillo i Tumbleweed, również występujących w pierwszej części serii. Obszary New Austin i West Elizabeth zostały przeprojektowane, aby odzwierciedlić czasy wcześniejsze względem gry Red Dead Redemption, przykładowo Blackwater nadal jest w fazie rozwoju, podczas gdy Armadillo jest wyludnione w wyniku wybuchu epidemii cholery.

### Bohaterowie
Gracz wciela się w rolę Arthura Morgana (Roger Clark), weterana gangu Van der Lindego. Na czele gangu stoi Dutch van der Linde (Benjamin Byron Davis), charyzmatyczny lider, który wychwala wolność osobistą i potępia nadchodzący nowy ład współczesnej cywilizacji. W skład gangu wchodzą również najlepszy przyjaciel i prawa ręka Dutcha, Hosea Matthews (Curzon Dobell), protagonista Red Dead Redemption John Marston (Rob Wiethoff), jego partnerka Abigail Roberts (Cali Elizabeth Moore) i syn Jack Marston (Marissa Buccianti i Ted Sutherland), leniwy Wujek (John O’Creagh i James McBride), rewolwerowcy Bill Williamson (Steve J. Palmer), Javier Escuella (Gabriel Sloyer) i Micah Bell (Peter Blomquist), rdzenny Amerykanin Charles Smith (Noshir Dalal) oraz gospodyni domowa i późniejsza rewolwerowczyni Sadie Adler (Alex McKenna).
Przestępcze działania członków gangu doprowadzają do ich konfliktu z różnymi przeciwnikami, w tym z bogatym magnatem naftowym Leviticusem Cornwallem (John Rue) wzorowanym na ówczesnych przedsiębiorcach paliwowych, którego aktywa stają się celem gangu. W odpowiedzi na to rekrutuje Agencję Pinkertona kierowaną przez Andrew Miltona (John Hickok) i jego podwładnego Edgara Rossa (Jim Bentley), aby wyśledzili i rozprawili się z gangiem. Innymi rywalami gangu w trakcie gry są również włoski przestępca z Saint Denis Angelo Bronte (Jim Pirri), kontrowersyjny władca wyspy Guarma Alberto Fussar (Alfredo Narciso) oraz wieloletni wróg Dutcha Colm O’Driscoll (Andrew Berg), lider rywalizującego gangu O’Driscoll. Podczas podróży gang zostaje uwikłany w konflikt między rodzinami Gray i Braithwaite, dwoma zwaśnionymi rodami, które wedle plotek zgromadziły wielkie bogactwo za czasów wojny secesyjnej. Powiązania gangu z rodzinami odbywają się głównie poprzez Leigh Gray (Tim McGeever), który jest szeryfem Rhodes i Catherine Braithwaite (Ellen Harvey), matriarchę rodziny Braithwaite. W dalszej części gry Arthur pomaga Padającemu Deszczowi (Graham Greene) i jego synowi Szybującemu Orłu (Jeremiah Bitsui), czyli członkom plemienia rdzennych Amerykanów Wapiti, których ziemie są celem działań armii.

### Streszczenie
Po nieudanym napadzie na bank w 1899 roku, gang Van der Lindego zmuszony jest zostawić i ukryć swoje pieniądze, a następnie uciec z Blackwater. Zdając sobie sprawę, że postęp cywilizacyjny kończy czasy ludzi wyjętych spod prawa postanawiają zdobyć wystarczająco dużo pieniędzy, aby uciec przed prawem, przejść na emeryturę i skończyć z życiem przestępczym. Okradają pociąg należący do Cornwalla, który wynajmuje Agencję Pinkertona, aby ich wyśledzili i zatrzymali. Gang w celu zarobienia pieniędzy podejmuje się różnych prac, a Dutch, podbudowując morale członków gangu, obiecuje ostatni wielki napad, który zakończy ich trudy. Po strzelaninie z ludźmi Cornwalla w Valentine gang przenosi się do Lemoyne, gdzie pracują jednocześnie dla rodziny Grayów i Braithwaite’ów w celu zwrócenia ich przeciwko sobie. Rodziny jednak niweczą ich plany: Grayowie zabijają członka gangu podczas zasadzki, a Braithwaite’owie porywają i sprzedają Jacka włoskiemu przestępcy, Angelo Bronte. Gang w odwecie niszczy obie rodziny przed odzyskaniem Jacka z rąk Bronte, który oferuje im wskazówki dotyczące pracy w mieście, lecz ostatecznie oszukuje gang. Ku niepokojom Arthura, Dutch w ramach zemsty porywa Bronte i karmi nim aligatora.
Gang obrabia bank w Saint Denis, lecz Pinkertonowie interweniują zabijając Hosea i aresztując Johna. Dutch, Arthur, Bill, Javier i Micah uciekają statkiem z miasta w kierunku Kuby. Ulewna burza zatapia statek i ostatecznie mężczyźni lądują na wyspie Guarma, gdzie zostają uwikłani w wojnę między despotycznym właścicielem plantacji cukru Fussarem, a zniewoloną miejscową ludnością. Członkowie gangu pomagają rewolucjonistom zabić Fussara, po czym zmierzają z powrotem do Stanów Zjednoczonych, aby połączyć się z resztą gangu.
Dutch popada w obsesję na punkcie ostatniego skoku i zaczyna powątpiewać w lojalność Arthura po tym, jak okazuje nieposłuszeństwo wyzwalając Johna z więzienia wcześniej niż było to zaplanowane, przez co mianuje Micah swoją nową prawą ręką w miejsce Arthura. Wydarzenia te sprawiają, że Arthur zaczyna się niepokoić, że Dutch nie jest już tym samym człowiekiem co wcześniej, ponieważ staje się zacofany, porzuca swoje ideały i morduje Cornwalla. Ponadto protagonista staje w obliczu swojej śmiertelności w momencie, kiedy nagle zostaje u niego zdiagnozowana gruźlica. Arthur zaczyna rozmyślać nad swoimi decyzjami życiowymi i w rezultacie zaczyna myśleć nad tym, jak ochronić członków gangu po jego śmierci, mówiąc Johnowi, aby uciekł z Abigail i Jackiem oraz otwarcie przeciwstawia się Dutchowi pomagając lokalnym rdzennych mieszkańcom Ameryki. Kiedy Pinkertonowie ponownie atakują obóz, Dutch popada w paranoję, że jeden z członków gangu pracuje jako informator. Niektórzy członkowie gangu stają się coraz bardziej rozczarowani ostatnimi wydarzeniami i odchodzą, podczas gdy Dutch i Micah organizują ostateczny napad na pociąg z żołdem dla armii.
Ostatecznie Arthur traci resztki lojalności i wiary w Dutcha w momencie, gdy porzuca on Arthura nie ratując go przed nadciągającymi wrogami, pozostawia Johna na pewną śmierć i odmawia ratowania Abigail kiedy zostaje pochwycona przez Miltona. Arthur i Sadie ratują Abigail przed Miltonen, który przed śmiercią postrzelony przez Abigail wyznaje, że informatorem zawsze był Micah. Arthur wraca do obozu i otwarcie oskarża Micah o zdradę. Dutch, Bill, Javier i Micah zwracają się przeciwko Arthurowi i nowo powracającemu Johnowi, ale impas zostaje przerwany, gdy Pinkertonowie rozpoczynają natarcie na obóz. Gracz może wybrać czy Arthur powinien pomóc Johnowi uciec, opóźniając Pinkertonów czy wrócić do obozu, aby odzyskać pieniądze gangu. Następnie Micah zasadza się na Arthura między którymi dochodzi do walki, którą po momencie przerywa Dutch. Arthur przekonuje go, by porzucił Micaha i odszedł. Jeśli gracz ma wysoki wskaźnik honoru Arthur umiera przy promieniach wschodzącego słońca w wyniku otrzymanych ran i osłabiony przez chorobę; jeśli gracz ma niski wskaźnik honoru, Micah zabija Arthura.
Osiem lat później, w 1907 roku, John i jego rodzina starają się prowadzić uczciwe życie. Znajdują pracę na ranczu gdzie John walczy z przestępcami zagrażającymi jego pracodawcy. Wierząc, że John nie chce porzucić swoich starych sposobów rozwiązywania problemów, Abigail odchodzi z Jackiem. John bierze pożyczkę z banku na zakup rancza. Pracuje on z Wujkiem, Sadie, i Charlesem zbudować nowy dom i oświadcza się Abigail po jej powrocie. Następnie, po tym jak John dowiaduje się, że Micah żyje i utworzył własny gang, wyrusza razem z Sadie i Charlesem, aby napaść na jego obóz gdzie spostrzegają niedawno przybyłego Dutcha, który strzela do Micah po napiętej sytuacji i odchodzi w ciszy, pozwalając Johnowi zabić Micah i zabrać obecne w lokacji pieniądze pozostałe z napadu w Blackwater, by spłacić swój dług. John następnie poślubia Abigail i razem z Jackiem i Wujkiem zaczynają nowe życie na swoim ranczu, podczas gdy Sadie i Charles odjeżdżają w inne strony, aby wieść własne życie.
Ostatnia scena pokazuje Edgara Rossa obserwującego ranczo Johna, zapowiadając wydarzenia z Red Dead Redemption.

## Produkcja

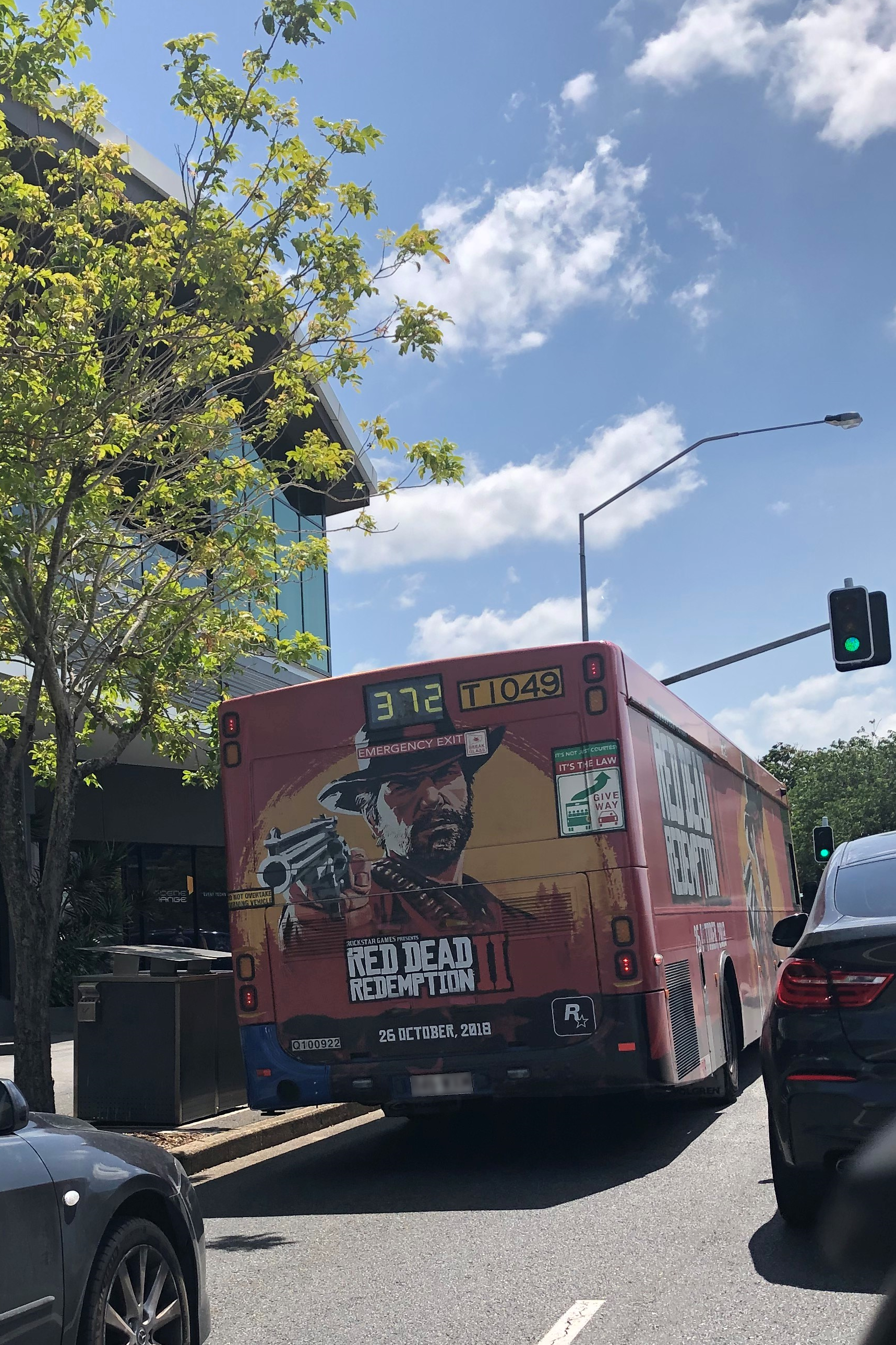
Brisbane, Australia. Gra była szeroko promowana na całym świecie.

Wstępne prace nad Red Dead Redemption 2 rozpoczęły się wkrótce po wydaniu oryginalnej gry, Red Dead Redemption (2010). Rockstar San Diego, studio odpowiedzialne za oryginalną grę, miało wstępny zarys gry w połowie 2011 roku, a pod koniec 2012 roku ukończono wstępne scenariusze gry. Kiedy Rockstar Games zdało sobie sprawę, że grupa odrębnych studiów nie poradzi sobie z projektem, dokooptowało wszystkie swoje studia do jednego dużego zespołu, nazwanego Rockstar Studios, tym samym ułatwiając prace nad grą 1600 osobom; ostatecznie nad grą pracowało około 2000 osób. Szacunki analityków odnośnie łącznego budżetu na produkcję i marketing gry wahają się między 370 a 540 milionów dolarów co uczyniłoby ją jedną z najdroższych gier wideo.
Podczas gdy trzonem fabularnym oryginalnej gry była ochrona rodziny za wszelką cenę, Red Dead Redemption 2 opowiada o rozpadzie rodziny w postaci gangu Van der Lindego. Zespół był zainteresowany zgłębieniem historii dlaczego gang się rozpadł, o czym często wspominano w pierwszej grze. Wiceprezes Rockstar ds. kreatywnych Dan Houser podczas pisania gry inspirował się kinem i literaturą, jednak aby nie zostać oskarżonym o kradzież pomysłów, unikał współczesnych dzieł. Co więcej zespół w głównej mierze inspirował się prawdziwymi lokacjami tym samym skupiając się na dokładnym odwzorowaniu terenów, miast i zamieszkujących ich ludzi zgodnie z epoką, w której osadzona jest narracja gry. W przypadku ludzi charakterystycznym motywem jest kontrast między bogatymi i biednymi, a z kolei lokacje kontrastują między cywilizacją i dziką przyrodą.
Sesje nagraniowe Red Dead Redemption 2 rozpoczęły się w 2013 roku. Rockstar chciał mieć zróżnicowaną obsadę postaci w gangu Van der Lindego. Scenarzyści położyli szczególny nacisk na indywidualne historie stojące za każdą postacią badając ich życie przed wstąpieniem do gangu i powody pozostania w nim. Kilka postaci zostało usuniętych z gry w trakcie produkcji, ponieważ ich osobowości nie wnosiły zbyt wiele do historii. Aktorzy czasami improwizowali dodając kilka nowych linii dialogowych, choć w większości sytuacji pozostali wierni scenariuszowi. Zespół zdecydował, że gracz będzie kontrolował jedną postać w Red Dead Redemption 2, w przeciwieństwie do trzech protagonistów w poprzednim tytule Rockstara Grand Theft Auto V (2013), aby bardziej immersyjnie podejść do protagonisty oraz lepiej zrozumieć jak wydarzenia fabularne na niego wpływają. Czuli, że pojedyncza postać jest bardziej odpowiednia dla struktury narracyjnej westernu.
Red Dead Redemption 2 to pierwsza gra firmy Rockstar stworzona specjalnie dla konsol PlayStation 4 i Xbox One. Rockstar przetestował możliwości techniczne tych konsol podczas przenoszenia na nie Grand Theft Auto V, wydanego pierwotnie na PlayStation 3 i Xbox 360. Po określeniu przez zespół jakie ograniczenia są trwałe, znalazł obszary, które wymagają największej uwagi. Jednym z celów Rockstara, jeśli chodzi o rozgrywkę w Red Dead Redemption 2, było sprawienie, by gracz czuł się tak jakby żył w prawdziwym tętniącym życiem świecie, zamiast samego rozgrywania misji i oglądania przerywników filmowych. W tym celu stworzono przemieszczający się obóz gangu, w którym gracz może wchodzić w interakcje z innymi postaciami. Zespół zadbał o to, aby postacie zachowały tę samą osobowość i nastrój przechodząc z cutscenki do standardowej rozgrywki, aby świat wydawał się bardziej żywy i realistyczny.
Woody Jackson, który współpracował ze studiem Rockstar przy oryginalnej grze i Grand Theft Auto V, powrócił, by skomponować oryginalną ścieżkę dźwiękową Red Dead Redemption 2. Gra ma trzy różne rodzaje ścieżki dźwiękowej: narracyjną, którą słychać podczas misji fabularnych; interaktywną, gdy gracz przemierza otwarty świat lub w wersji dla wielu graczy; oraz środowiskową, która obejmuje pieśni śpiewane przy ognisku lub postać odtwarzającą muzykę w świecie gry. Muzyka regularnie zmienia się reagując na decyzje podjęte przez gracza w świecie gry. Jackson zakupił kilka instrumentów od Wrecking Crew, które występowały w klasycznych filmach kowbojskich. W sumie nad muzyką do gry pracowało ponad 110 muzyków. Daniel Lanois wyprodukował oryginalne ścieżki wokalne do gry współpracując z takimi artystami jak D’Angelo, Willie Nelson, Rhiannon Giddens i Josh Homme. Dyrektor ds. muzyki i dźwięku Ivan Pavlovich do pracy nad ścieżką dźwiękową zaangażował również saksofonistę Colina Stetsona, zespół Senyawa i muzyka Arca.
Rockstar Games po raz pierwszy zapowiedziało Red Dead Redemption 2 w dniach 16–17 października 2016 roku, przed oficjalnym jej ogłoszeniem 18 października 2016 roku. Pierwotnie gra miała się ukazać w drugiej połowie 2017 roku, ale data premiery została dwukrotnie przeniesiona: najpierw na I/II kwartał 2018 roku, a później na 26 października 2018 roku. Według Rockstara gra wymagała dodatkowego czasu w celu „dopracowania”. Aby pobudzić sprzedaż przedpremierową, Rockstar współpracował z kilkoma punktami sprzedaży detalicznej, aby zapewnić specjalne ekskluzywne wersje gry. Aplikacja towarzysząca wydana wraz z grą na urządzenia z systemem Android i iOS działa jako drugi ekran, na którym gracz może przeglądać elementy w grze takie jak katalogi, dzienniki i mini-mapa w czasie rzeczywistym. Gra została wydana na platformę Windows 5 listopada 2019 roku i była tytułem startowym dla usługi Google Stadia, gdy ta została uruchomiona 19 listopada 2019 roku w takich państwach jak USA, Wielka Brytania, Francja czy Niemcy. Wersja dla systemu Windows ma ulepszenia wizualne i techniczne.

## Odbiór gry

### Recenzje
Red Dead Redemption 2 otrzymało od krytyków „powszechne uznanie”, według agregatora recenzji Metacritic. Jest najwyżej ocenianą grą na PlayStation 4 i Xbox One na Metacritic obok Grand Theft Auto V od Rockstara i jest trzecią najwyżej ocenianą grą ogółem remisując z kilkoma innymi. Recenzenci chwalili postacie, narrację, rozgrywkę i system walki, projekt otwartego świata i muzykę. Matt Bertz z Game Informer opisał grę jako „największa i najbardziej spójna przygoda jaką Rockstar Games kiedykolwiek stworzyło”, a David Meikleham z GamesRadar uznał, że „reprezentuje ona obecny szczyt projektowania gier wideo”. Keza MacDonald z The Guardian uznał ją za „przełomową grę” i „wysoko postawioną poprzeczkę dla realistycznych otwartych światów w grach wideo”; Luke Reilly z IGN nazwał ją „jedną z największych gier współczesnych czasów”.
Meikleham z GamesRadar napisał, że „fabularnie jest to być może najśmielsza gra AAA, jaka kiedykolwiek powstała” chwaląc nieprzewidywalność narracji i porównując znakomity epilog gry do fabuły The Last of Us (2013). MacDonald z The Guardian również pochwalił zwroty akcji w trakcie gry, doceniając zdolność pisarzy do umiejętnego włączenia krótkich historii w ogólną fabułę gry. Nick Plessas z Electronic Gaming Monthly zauważył, że najlepsze historie w grze „można znaleźć na marginesie”, odkryte i pisane przez samego gracza w trakcie rozgrywki. Bertz z Game Informer uważa, że narracja gry rzadko cierpi z powodu repetytywności, co jest imponującym osiągnięciem, biorąc pod uwagę rozmiar gry. Z kolei Kallie Plagge z GameSpot była sfrustrowana przewidywalnością w dalszej części fabuły, choć przyznała, że taka powtarzalność była „kluczową” częścią historii Arthura. Niektórzy recenzenci komentowali również powolny prolog, zbyt długi epilog gry oraz niewykorzystany potencjał fabuły dziejącej się na wyspie Guarma.
Plessas z Electronic Gaming Monthly uznał, że droga odkupienia Arthura Morgana jest znacznie mocniej zauważalna niż ta Johna Marstona w Red Dead Redemption, zauważając, że jego grzechy zwiększyły jego sympatię do postaci. Z kolei Martin Robinson z Eurogamera uznał, że Arthur jest mniej przekonujący niż Marston, co w rezultacie prowadzi do zagmatwanej narracji, a podobną narrację podtrzymał Paweł Winiarski z Antywebu, który uznał, że postaci wydają się mniej charakterystyczne, lecz to jak później pokazana jest postać Arthura „zasługuje na oklaski”, a Wojciech Gruszczyk z PPE uznał, że Arthur „to nie jest jednowymiarowy bohater (...). To świetnie skonstruowana i kapitalnie przedstawiona postać”. Co więcej można taką opinię podtrzymać zarówno w odniesieniu do reszty pierwszoplanowych postaci, o czym napisał również Plagge z GameSpot, który uznał, że nowe postacie w grze znacząco przyczyniają się do jakości fabuły. Mike Williams z USgamer uznał, że postacie drugoplanowe dzięki swoim zróżnicowanym osobowościom „sprawiają wrażenie prawdziwych ludzi”, a gracz z biegiem fabuły buduje z nimi coraz większą więź. Reilly z IGN chwalił kulturową różnorodność w obsadzie postaci i unikanie karykatur. Podobną opinię wyraził Kwidziński w Konsolowe.info, wychwalając Rockstara za to, że napotkane postaci są wiarygodne, dobrze odegrane, a „każdy film i każda rozmowa stanowią małe arcydzieło”. Chris Plante z Polygonu uznał, że przedstawianie w grze postaci rdzennych Amerykanów, inspirowane „spajaniem ze sobą prawdziwych ludzi, miejsc i grup w pojedyncze jednostki” jest nieczułe i mylące, ale że komentarz polityczny gry zabłysnął, gdy skupiał się na przedstawieniu wpływów rodzin Braithwaite i Gray.
Bertz z Game Informera uznał, że gra ma „bezapelacyjnie najlepiej zaprojektowany i w pełni zrealizowany otwarty świat w grach wideo”. Wielu innych krytyków powtórzyło to zdanie: Plessas z Electronic Gaming Monthly zauważył, że mapa gry „przesuwa granice zarówno pod względem wielkości, jak i szczegółowości”. Robinson z Eurogamera uznał świat za największy w grach Rockstara od czasu Grand Theft Auto: San Andreas (2004). MacDonald z The Guardian opisał otwarty świat jako „bliski ideałowi”, chwaląc jego odzwierciedlenie prawdziwych amerykańskich krajobrazów. Reilly z IGN uznał świat gry za „szerszy, piękniejszy i bardziej zróżnicowany” niż jego poprzednik. Plagge z GameSpot czuł się zmuszony do eksploracji otwartego świata ze względu na jego różnorodność i niespodzianki, o których wspomina również w swojej recenzji Badek na Filmawce, według którego nie da się w tym świecie doznać znużenia i pustki, gdyż każdy kolejny zakręt krył niespodzianki.
Meikleham z GamesRadar uznał Red Dead Redemption 2 za „najlepiej wyglądającą grę wideo wszech czasów” z jednymi z najbardziej imponujących systemów oświetlenia i pogody. Według Josepha Vargasa jednymi z pierwszych elementów gry, które zwracają uwagę po jej uruchomieniu są fenomenalna oprawa wizualna, w szczególności widoczna na przykładzie wcześniej wspomnianego systemu oświetlenia oraz wielka dbałość o szczegóły, przykładowo widoczna przy modelach koni czy fizyce błota i śniegu. Bertz z Game Informera chwalił dbałość o szczegóły okresu historycznego, pisząc, że „czuć, że dzika przyroda żyje dzięki bezkonkurencyjnemu dynamicznemu systemowi pogodowemu, efektom dźwiękowym otoczenia oraz najambitniejszej ekologii flory i fauny, jaką kiedykolwiek widziano w grach”. Williams z USgamer uznał grę za jedną z najlepiej wyglądających na PlayStation 4 i Xbox One.
Ścieżka dźwiękowa Woody’ego Jacksona została nazwana „wyśmienitą” przez Reilly’ego z IGN, który porównał ją do muzyki Ennio Morricone. Meikleham z GamesRadar napisał, że ścieżka dźwiękowa jest „zarówno elektryzująca, jak i eklektyczna”. Dean Takahashi z VentureBeat uznał, że ścieżka dźwiękowa znacząco przyczyniła się do immersji w grze, natomiast Bertz z Game Informera zauważył, że muzyka dodała autentyczności światu gry poprzez wykorzystanie elementów amerykańskiej muzyki ludowej. Kirk McKeand z VG247 pochwalił mieszanie się dźwięków podczas eksploracji i jej intensywność w trakcie walki, a także pochwalił oszczędne wykorzystanie ścieżek wokalnych do podkreślenia ważnych momentów narracyjnych. Graham Banas z Push Square wymienił ją wśród najlepszych ścieżek dźwiękowych lat 2010, pisząc, że „podniosła poprzeczkę tego, co może osiągnąć ścieżka dźwiękowa”.
Meikleham z GamesRadar pochwalił ilość szczegółów drugorzędnych mechanik gry. Plessas z Electronic Gaming Monthly napisał, że subtelne szczegóły gry są „kluczowe dla immersji”. Bertz z Game Informera docenił misje, które unikały konfrontacji, pragnąc więcej „spokojnych momentów w trakcie ogrywania fabuły”. Reilly z IGN uznał, że pomimo tego, że Arthur czuł się „bardziej ociężały” niż bohaterowie Grand Theft Auto V, poruszanie się po świecie nie było uciążliwe. Plante z Polygonu uznał, że opcje konwersacji w grze są ograniczone, ale i tak stanowiły poprawę w stosunku do przemocy w innych grach akcji. Robinson z Eurogamera wyraził frustrację z powodu braku swobody w niektórych misjach fabularnych.
Reilly z IGN uznał, że choć walka w grze została zapożyczona z serii gier Grand Theft Auto, to bliższe starcia z użyciem bardziej prymitywnej broni palnej doprowadziły do bardziej intymnych i „ekscytujących” potyczek. Plessas z Electronic Gaming Monthly napisał, że niewiele gier próbuje na nowo rozpisać klasyczny strzelankowy schemat „wyceluj i pociągnij za spust”, lecz Rockstarowi się to udało. Williams z USgamer uznał, że gra jest lepsza od swojej poprzedniczki, ale nie posiada „najlepszego systemu walki z widoku trzecioosobowego”.
Film Crit Hulk, pisząc dla Polygonu, skrytykował rozgrywkę, podsumowując odczucia z nią związane jako „ciągła monotonia lub frustracja”. Kirk Hamilton z Kotaku dyskredytował fakt, że interakcja ze światem stała się „frustrująca i niespójna” w wyniku „pogmatwanego schematu sterowania i niejasnego interfejsu użytkownika”; opisali oni rozgrywkę jako przypominającą dawanie wskazówek aktorowi ze względu na zarówno „żmudną, ciężką i nieelegancką” nawigację, jak i powolne lub niesatysfakcjonujące wciskanie przycisków. Robert Ramsey z Push Square nazwał sterowanie „nadającym się do użytku”, ale w najgorszym wypadku „irytującym”, i że układy przycisków dla różnych działań były zbyt zagmatwane. Redakcja Komputer Świata również skrytykowała ten aspekt gry, twierdząc, że system odpowiadania na polecenia gracza jest daleki od ideału a „toporność to słowo, które w tym miejscu pasuje najlepiej”. Z kolei Vargas w swojej recenzji na kanale AngryJoeShow wspominając o frustrującym problemie zawiłego modelu sterowania zwraca uwagę na to, że niektóre wykonywane akcje korzystają z tych samych przycisków, co w rezultacie może doprowadzić do przypadkowego wykonania niepożądanej przez gracza akcji i sprowadzenia na niego kłopotów w świecie gry.
Dziennikarz zajmujący się grami Jim Sterling odebrał wrażenie, że już sama duża ilość realizmu w grze ogranicza możliwości i powoduje wydłużanie wydarzeń, animacji oraz pewnych sekwencji w grze, takich jak polowanie na zwierzęta dla ich skór. Film Crit Hulk, piszący dla Polygonu, uznał, że możliwość interakcji z wieloma przedmiotami powodowała bezsensowne interakcje, a dążenie do realizmu w grze wideo nie sprawdziło się w praktyce. Jeff Grubb z VentureBeat napisał, że pomimo zaprezentowania szeregu opcji dla gracza, rozgrywka nadal była restrykcyjna poprzez uniemożliwianie innych możliwości. Redakcja Komputer Świata uznała, że system kar i łowców nagród jest niesprawiedliwie karzący dla gracza za popełnianie przestępstw, których trudno było uniknąć, takich jak przypadkowe zabicie postaci niezależnej w kolizjach lub przypadkowe dosiedzenie nieswojego wierzchowca. Matt Reynolds z Wired miał mieszane uczucia co do elementów rozgrywki związanych z dobrostanem postaci gracza i związanym z tym poświęceniem, zauważając, że gra „wymienia immersję na obserwację” i że „czasami, ciągłe utrzymywanie postaci wydaje się być uciążliwe”.
Wydanie Red Dead Redemption 2 na Windowsa również otrzymało „powszechne uznanie” powołując się na Metacritic; jest to jedna z najwyżej ocenianych gier na PC. Sam White z PCGamesN uznał, że poprawki graficzne sprawiły, że otwarty świat „jak do tej pory wygląda najlepiej”. Carter z Destructoida pochwalił dodanie trybu fotograficznego. Sam Machkovech z Ars Technica uznał, że animacje w grze podczas przerywników filmowych nie skalują się dobrze do wyższej liczby klatek na sekundę, ale uznał, że rozgrywka jest znacznie lepsza od wersji konsolowych. Matthew Castle z Rock Paper Shotgun pochwalił dostosowane sterowanie, szczególnie podczas wyznaczania celów w trybie zabójczej precyzji, ale uznał, że zapoznanie się z nim wymaga czasu. James Davenport z PC Gamer uznał, że perspektywa pierwszoosobowa jest lepsza w wersji na Windowsa ze względu na szybkość reakcji myszy, ale zauważył, że gra kilka razy się scrashowała. Samit Sarkar z Polygonu skrytykował problemy techniczne portu, pisząc, że „problem z zawieszaniem się gry jest na tyle poważny, że po prostu nie mogę grać w grę, dopóki Rockstar go nie naprawi”. Tony Polanco z PCMag napisał, że tydzień po premierze problemy techniczne zostały w większości rozwiązane.

### Wyróżnienia
Red Dead Redemption 2 otrzymało wiele nominacji i nagród od publikacji poświęconych grom zdobywając kilka nagród Gry Roku. Przed wydaniem była nominowana do Most Anticipated Game na The Game Awards w 2016 i 2017 roku, oraz do Most Wanted Game na Golden Joystick Awards. Na The Game Awards 2018 gra otrzymała osiem nominacji i ostatecznie zdobyła cztery nagrody: Najlepszy Dźwięk, Najlepszy Scenariusz, Najlepsza Ścieżka Dźwiękowa i Najlepsza Rola Aktorska dla Rogera Clarka jako Arthura Morgana. Na IGN’s Best of 2018, gra zdobyła siedem nominacji, wygrywając dwie nagrody i nazwana wicemistrzem w czterech (za God of War). Gra zdobyła osiem nominacji na 22. Annual D.I.C. E. Awards, w tym Gra Roku. Gra otrzymała siedem nominacji na 19. Game Developers Choice Awards, i sześć na 15. British Academy Games Awards.

## Sprzedaż
Ze względu na to, że poprzednia odsłona serii należała do najwyżej ocenianych i najlepiej sprzedających się gier siódmej generacji konsol, wielu analityków uważało, że Red Dead Redemption 2 będzie jedną z najlepiej sprzedających się gier 2018 roku i będzie miała duży wpływ na sprzedaż innych gier w czwartym kwartale. Po ogłoszeniu gry w październiku 2016 roku analityk Ben Schacter z Macquarie Research oszacował, że w pierwszym kwartale sprzeda się ona w 12 milionach egzemplarzy, podczas gdy analitycy z Cowen and Company podali „konserwatywne” szacunki dotyczące 15 milionów sprzedaży. Niektórzy komentatorzy branżowi zauważyli, że często wypuszczane franczyzy takie jak Assassin’s Creed i Call of Duty wypuściły swoje gry na 2018 rok (odpowiednio Odyssey i Black Ops 4) wcześniej niż zwykle, unikając tym samym konkurencji z Red Dead Redemption 2. Krótko przed premierą gry w październiku 2018 roku Schacter oszacował, że gra sprzeda 15 milionów kopii w pierwszym kwartale, choć zauważył, że oczekiwania inwestorów były na poziomie 20 milionów kopii; Michael Pachter z Wedbush Securities przewidywał 25 milionów. Michael Olson z Piper Jaffray prognozował przychody między 400 a 500 milionów dolarów w pierwszych trzech dniach, podczas gdy Doug Creutz z Cowen Inc. szacował między 550 a 600 milionów dolarów.
Red Dead Redemption 2 miało największy weekend otwarcia w historii rozrywki osiągając ponad 725 milionów dolarów przychodu w ciągu trzech dni i ponad 17 milionów egzemplarzy wysłanych łącznie w ciągu dwóch tygodni przewyższając ośmioletnią sprzedaż Red Dead Redemption. Ponadto Red Dead Redemption 2 było drugą pod względem przychodów premierą w branży rozrywkowej (za Grand Theft Auto V) i ustanowiło rekordy w zakresie największych zamówień przedpremierowych, największej sprzedaży pierwszego dnia i największej sprzedaży w ciągu pierwszych trzech dni na rynku PlayStation Network. Takahashi z VentureBeat zauważył, że gra prawdopodobnie osiągnęła próg rentowności w pierwszym tygodniu sprzedaży i, w oparciu o szacunki analityków, zacznie przynosić zyski od grudnia 2018 roku. Gra sprzedała 23 miliony kopii w 2018 roku, a w następnych latach osiągnęła 29 milionów w 2019 roku, 36 milionów w 2020 roku, 43 miliony w 2021 roku oraz od marca 2022 roku 44 miliony egzemplarzy. Pod względem sprzedaży w dolarach była najlepiej sprzedającą się grą drugiej połowy lat 2010 i siódmą najlepiej sprzedającą się grą dekady. Co więcej Red Dead Redemption 2 jest wśród najlepiej sprzedających się gier wideo w historii.
W Stanach Zjednoczonych Red Dead Redemption 2 było drugą najlepiej sprzedającą się grą 2018 roku za Call of Duty: Black Ops 4. Była najlepiej sprzedającą się grą USA w listopadzie i trzecią w grudniu. W 2019 była dwunastą najlepiej sprzedającą się grą roku w tym kraju. W Europie Red Dead Redemption 2 zostało drugą najlepiej sprzedającą się grą 2018 roku, piątą 2019 roku, dziewiątą 2020 roku i szóstą 2021 roku.
W ciągu pierwszego tygodnia sprzedaży w Japonii wersja Red Dead Redemption 2 na PlayStation 4 sprzedała się w liczbie 132 984 egzemplarzy co uplasowało ją na pierwszym miejscu na wieloformatowej liście sprzedaży gier wideo. W Australii była to najlepiej sprzedająca się gra 2018 roku i piętnasta najlepiej sprzedająca się gra 2020 roku. Na całym świecie wersja na Windowsa sprzedała się w liczbie 406 000 egzemplarzy w momencie premiery w listopadzie 2019 r., podwajając się do ponad miliona po premierze na Steamie w następnym miesiącu.

## Red Dead Online
Wieloosobowy tryb gry do Red Dead Redemption 2 zatytułowany Red Dead Online został wydany jako publiczna beta 27 listopada 2018 roku dla graczy, którzy posiadali specjalną edycję gry, a następnie został stopniowo udostępniany wszystkim posiadaczom gry. Po wejściu do świata gry gracze dostosowują postać i mogą samodzielnie lub w grupie swobodnie eksplorować mapę. W miarę jak gracze wykonują czynności w świecie gry otrzymują punkty doświadczenia, aby podnieść poziom swoich postaci i otrzymać bonusy, tym samym zwiększając swój postęp w grze. Chociaż między Red Dead Online, a Red Dead Redemption 2 można znaleźć dużo wspólnego, Rockstar postrzega je jako oddzielne tytuły, co znalazło odzwierciedlenie w decyzji o wypuszczeniu wersji wieloosobowej osobno. Gra została wyprowadzona z okresu beta-testów 15 maja 2019 roku. Samodzielny produkt Red Dead Online, który nie wymagał podstawowej jednoosobowej wersji gry został wydany 1 grudnia 2020 roku na PlayStation 4, Windows i Xbox One. Nowa zawartość była dodawana do gry w postaci darmowych aktualizacji. W lipcu 2022 roku Rockstar ogłosił, że Red Dead Online nie będzie otrzymywać kolejnych dużych aktualizacji, zamiast czego uwaga zostanie skupiona na mniejszych misjach i istniejących już trybach. Decyzja została podjęta w związku z poświęceniem większej uwagi i zwiększonych środków na produkcję nowej gry z serii Grand Theft Auto.

## Kontrowersje
Przed premierą gry Dan Houser stwierdził, że „kilka razy w 2018 roku” zespół wypracowywał 100-godzinne tygodnie. Wiele źródeł zinterpretowało to stwierdzenie jako „okres crunchu” całego zespołu deweloperskiego gry, porównywalny do tego z prac nad poprzednią częścią gry, nagłośniony ówcześnie przez żony pracowników Rockstar San Diego. Następnego dnia Rockstar wyjaśnił w oświadczeniu, że czas pracy, o którym wspomniał Houser, dotyczył tylko starszego personelu scenarzystów, a czas ten trwał tylko przez trzy tygodnie podczas całego okresu deweloperskiego. Houser dodał również, że firma nigdy nie oczekuje ani nie zmusza żadnego pracownika do tak długiej pracy, a osoby pozostające do późna w studiach deweloperskich robiły to z pasji do projektu. Inni pracownicy Rockstara argumentowali jednak, że wypowiedzi Housera nie dają dokładnego obrazu kultury crunchu w firmie, która dotknęła wielu pracowników, co obejmowało „obowiązkowe” nadgodziny i wieloletnie okresy crunchu. Ze względu na specyficzny charakter umów o pracę wielu pracowników nie otrzymywało rekompensaty za pracę w nadgodzinach. Polegali zamiast tego na premii na koniec roku, która była zależna od wyników sprzedaży gry. Niemniej jednak, według wielu pracowników warunki pracy nieco się poprawiły od czasu prac nad oryginalnym Red Dead Redemption. Kilka lat po kontrowersyjnych słowach Housera kilku pracowników poinformowało, że firma dokonała znaczących zmian w wyniku rozgłosu wokół kultury pracy, a wielu było ostrożnie optymistycznych co do przyszłości Rockstara.
W listopadzie 2018 roku YouTuber Shirrako zamieścił kilka filmów, na których jego postać w grze morduje sufrażystkę NPC, w tym karmi ją aligatorem i zrzuca w dół szybu górniczego. Krytycy zauważyli, że większość komentarzy do filmów była seksistowska i mizoginiczna. Shirrako twierdził, że działania były apolityczne i że nie popiera seksistowskich komentarzy, jednakże nie zamierza ich cenzurować. Matt Leonard z GameRevolution nazwał odpowiedź Shirrako „zwykłą bzdurą”, zauważając, że nadal publikował podobne filmy zachęcające do tego samego zachowania. W odpowiedzi YouTube zawiesił kanał za naruszenie wytycznych społecznościowych powołując się na to, że promował przemoc. Shirrako zaprotestował przeciwko tej decyzji twierdząc, że to hipokryzja, ponieważ przemoc w grze wobec mężczyzn nie spotkała się z taką samą reakcją. W odpowiedzi YouTube przywrócił kanał i wyznaczył ograniczenie wiekowe dla filmów o sufrażystkach. Nie brakło też opinii krytyki wobec Rockstara, który według niektórych osób był częściowo winny tego zachowania, ponieważ gra nie ogranicza ataków na sufrażystki, tak jak robi to wobec innych postaci np. dzieci. Moritz Hoffman pisząc dla Public History Weekly zauważył, że incydent odzwierciedla współczesną kwestię gier z otwartym światem, a mianowicie że przyznanie wolności bez kar promuje rozhamowanie. Uczeni Hilary Jane Locke i Thomas Mackay napisali, że „wskazuje to na ostry kontrast między przedstawieniem przez grę polityki Ery Postępowej (...) a tym, jak niektórzy gracze zareagowali na jej przedstawienie”.
Securitas AB, spółka macierzysta współczesnej Agencji Pinkertona, wydała 13 grudnia 2018 r. zawiadomienie o zaprzestaniu obecnych działań przez Take-Two Interactive, twierdząc, że wykorzystano bez ich zgody wizerunek odznaki i zażądano opłat za każdą sprzedaną kopię gry. Take-Two złożyło skargę przeciwko Securitas 11 stycznia 2019 r. utrzymując, że nazwa Pinkerton była silnie kojarzona z Dzikim Zachodem, a jej użycie nie naruszało znaku towarowego Agencji Pinkertona. Take-Two dążyło do uzyskania wyroku skróconego, aby uznać użycie Agencji Pinkertona w grze za zgodne z prawem autorskim. Javy Gwaltney z Game Informera zgodził się z twierdzeniami Take-Two, kwestionując dlaczego Securitas nie obrał sobie za cel innych prac przedstawiających Agencję Pinkertona w przeszłości; uważał, że „firma prawdopodobnie chce po prostu uzyskać część zysków z gry”. W odpowiedzi na skargę Take-Two, prezes Agencji Pinkertona Jack Zahran określił przedstawiony w grze portret Pinkertonów jako „bezpodstawny” i „niedokładny” zauważając, że pracownicy Agencji Pinkertona „będą musieli wyjaśnić swoim młodym graczom w gry, dlaczego Red Dead Redemption 2 zachęca ludzi do mordowania Pinkertonów”, ale ostatecznie miał nadzieję, że firmy mogą dojść do „polubownego rozwiązania”. Do kwietnia 2019 roku Securitas wycofało swoje roszczenia, a wraz z nimi Take-Two swoje skargi.

## Dziedzictwo
Krytycy zgodzili się, że Red Dead Redemption 2 znalazł się wśród najlepszych gier ósmej generacji konsol do gier wideo. White z GQ opisał ją jako „premierę definiującą pokolenie”, a McKeand z VG247 nazwał ją „wzorcem dla innych gier z otwartym światem, do którego można aspirować”. W marcu 2019 roku Popular Mechanics umieściło ją na 24. miejscu swojej listy najlepszych gier. W październiku IGN dodało Red Dead Redemption 2 do swojej listy 100 najlepszych gier wideo, zajmując 62. miejsce w 2019 roku i awansując na 8. miejsce w 2021 roku; redaktor Luke Reilly pochwalił jej „bezkompromisowe szczegóły” i napisał, że „stoi ramię w ramię z Grand Theft Auto V jako jedno z największych osiągnięć gier w otwartym świecie”. IGN uznało również grę za trzecią najlepszą grę na Xbox One i jedenastą najlepszą grę na PC i PlayStation 4. W lipcu 2020 roku Dylan Haas z Mashable uznał grę za swoją drugą ulubioną grę wszech czasów powołując się na jej realizm, świat, postacie i narrację. W listopadzie TechRadar wymienił ją wśród największych gier ósmej generacji; redaktor Gerald Lynch uznał, że ustawiła ona poprzeczkę dla realistycznych gier z otwartym światem. W grudniu GamesRadar+ uznał ją za piątą najlepszą grę generacji zauważając, że zaczęła już wpływać na gatunki gier z otwartym światem i RPG; w listopadzie 2021 roku GamesRadar+ umieścił ją na 28. miejscu swojej listy 50 najlepszych gier opisując ją jako „jedną z najlepszych gier sandboxowych, jakie kiedykolwiek powstały”. W kwietniu 2022 roku Ravi Sinha z GamingBolt uznał Red Dead Redemption 2 za drugą najlepszą grę wszech czasów powołując się na jej postacie, narrację, dbałość o szczegóły i wierność wizualną; Sinha nazwał ją „najlepszym dziełem Rockstara”.
Nagranie z Red Dead Redemption 2 zostało wykorzystane w pierwszym teledysku do piosenki „Old Town Road” Lil Nas X w marcu 2019 roku. W lipcu 2021 r. badanie opublikowane przez University of Exeter oraz Truro and Penwith College wykazało, że gracze Red Dead Redemption 2 mieli zwiększone zrozumienie ekologii i zachowań zwierząt; gracze byli w stanie zidentyfikować średnio trzy zwierzęta więcej niż inni gracze. W kwietniu 2022 roku Joe Meizies zdobył nagrodę Virtual Photographer of the Year na London Games Festival za swoją wirtualną fotografię w Red Dead Redemption 2.